# Thiersee (meer)
De Thiersee is een meer in de Oostenrijkse deelstaat Tirol. Het meer is gelegen bij Vorderthiersee, een plaats in de gemeente Thiersee in het Thierseetal. Daar ligt het tussen de bergen in een dalbekken, op 616 meter hoogte en wordt het ontwaterd door de Thierseeer Ache. Dit riviertje mondt uiteindelijk uit in de Inn.
De Thiersee heeft een oppervlakte van 26 hectare. Het water in het meer heeft een goede kwaliteit die het meer als zwemwater geschikt maakt. In de zomer warmt het water regelmatig op tot een temperatuur van rond de 24°C.